# عريعر بن دجين آل حميد
عَرْعَرْ (عريعر) بِنْ دُجين آل غَرير هو سابع أمراء آل غرير الخالديين وصارت المشيخة في ولده من بعده، فعرفوا بآل عرعر/ عريعر وكانت له وقائع وأيام مشهورة مع الوهابيين في اليمامة.

### فهرس المراجع
1. ↑  الخالدي (2010)، ص. 132.

### بيانات المراجع
الكُتُب مُرتَّبة حَسب تاريخ النَّشر
- عبد الكريم بن عبد الله المنيف الوهبي (1989)، بنو خالد وعلاقتهم بنجد: 1080-1208هـ/1669-1794م (ط. 1)، الرياض: دار ثقيف للنشر والتأليف، LCCN:90965812، OCLC:4770620295، OL:18402069M، QID:Q115756960
- محمد يوسف الخالدي (2010)، قبيلة بني خالد في الجزيرة العربية: دراسة تاريخية عن ذرية خالد بن الوليد المخزومي (ط. 1)، بيروت: الدار العربية للموسوعات، LCCN:2010322892، OCLC:525242376، OL:25075738M، QID:Q116257101

| عريعر بن دجين آل حميد |                                        |                    |
| سبقه سليمان بن محمد   | أُمراء دولة بني خالد الأولى 1752 - 1774 | تبعه بطين بن عريعر |